# رولف تورکا
رولف تورکا (انگلیسی: Rolf Turkka; ۳۰ اوت ۱۹۱۵ – ۲۹ نوامبر ۱۹۸۹) اسکی‌باز پرش اهل فنلاند بود.